# Сосновское сельское поселение (Новгородская область)
Сосновское сельское поселение — упразднённое с 12 апреля 2010 года муниципальное образование в Солецком муниципальном районе Новгородской области России.
Административным центром была деревня Сосновка.
Территория сельского поселения располагалась на западе Новгородской области. По территории протекает река Мшага и проходят пути Санкт-Петербург-Витебского отделения Октябрьской железной дороги линии Санкт-Петербург — Витебск.
Сосновское сельское поселение было образовано в соответствии с законом Новгородской области от 11 ноября 2005 года № 559-ОЗ.

## Населённые пункты
На территории сельского поселения были расположены 20 населённых пунктов (деревень): Большое Заборовье, Борки, Высокое, Гривы, Донец, Залесная, Изори, Каменка, Лавров Клин, Лубино, Луги, Малое Заборовье, Маслёха, Невлино, Острова, Пирогово, Прибрежная, Сосновка, Степаново.

## Транспорт
По территории прежнего муниципального образования проходит автодорога из Сольцов в Уторгош.